# Göteborg City repülőtér
Göteborg City repülőtér (svédül: Göteborgs Cityflygplats) (IATA: GSE, ICAO: ESGP), korábbi nevén Säve Flygplats a svédországi Göteborg második számú nemzetközi repülőtere.

## Fekvés
A repülőtér a városközponttól 15 km-re északnyugatra, Hisingen szigetén található. Göteborg község határain belül fekszik, innen kapta a nevét.

## Történelem
1940-ben egy katonai repülőteret létesítettek itt, amit 1969-ben bezártak. 1977-ben a régi Torslanda repülőteret bezárták, a menetrend szerinti járatok Landvetterre kerültek, a többi pedig Sävére. 1984-ben a kifutópályát felújították és kibővítették. 2000-ben kapta a Göteborg City repülőtér nevet, egy évvel később pedig a Ryanair menetrend szerinti járatot indított Londonba.

## Légitársaságok
A repülőtérről menetrend szerinti személyszállítást végző légitársaságok.
- Ryanair (Alicante, Barcelona-Girona 2008. október 26-ig, Bréma 2008. október 29-től, Dublin, Düsseldorf-Weeze 2008. október 27-től, Frankfurt-Hahn, Glasgow-Prestwick, Klagenfurt 2008. december 20-tól 2009. április 18-ig, London-Stansted, Madrid-Barajas 2008. október 26-ig, Marseille-Provence 2008. október 26-ig, Milano-Bergamo)
- Wizz Air (Budapest, Gdańsk, Varsó)

## Forgalom
Az utasforgalom a következőképpen alakult:
Az utasforgalom az elmúlt években az alábbi módon változott:
| Utasok száma | 171  | 479 450 | 743 809 | 842 120 | 728 890 | 772 669 | 807 763 | 863 419 | 2249 | 1236 |
|              | 2004 | 2005    | 2007    | 2008    | 2009    | 2011    | 2012    | 2013    | 2015 | 2016 |